# Torvosaurus tanneri
Torvosaurus tanneri es una especie y tipo del género extinto Torvosaurus (lagarto salvaje) de dinosaurio terópodo megalosáurido, que vivió a finales del período Jurásico, hace aproximadamente entre 157 y 148 millones de años, desde el Kimmeridgiense al Titoniense, en lo que hoy es , Norteamérica.

## Descripción

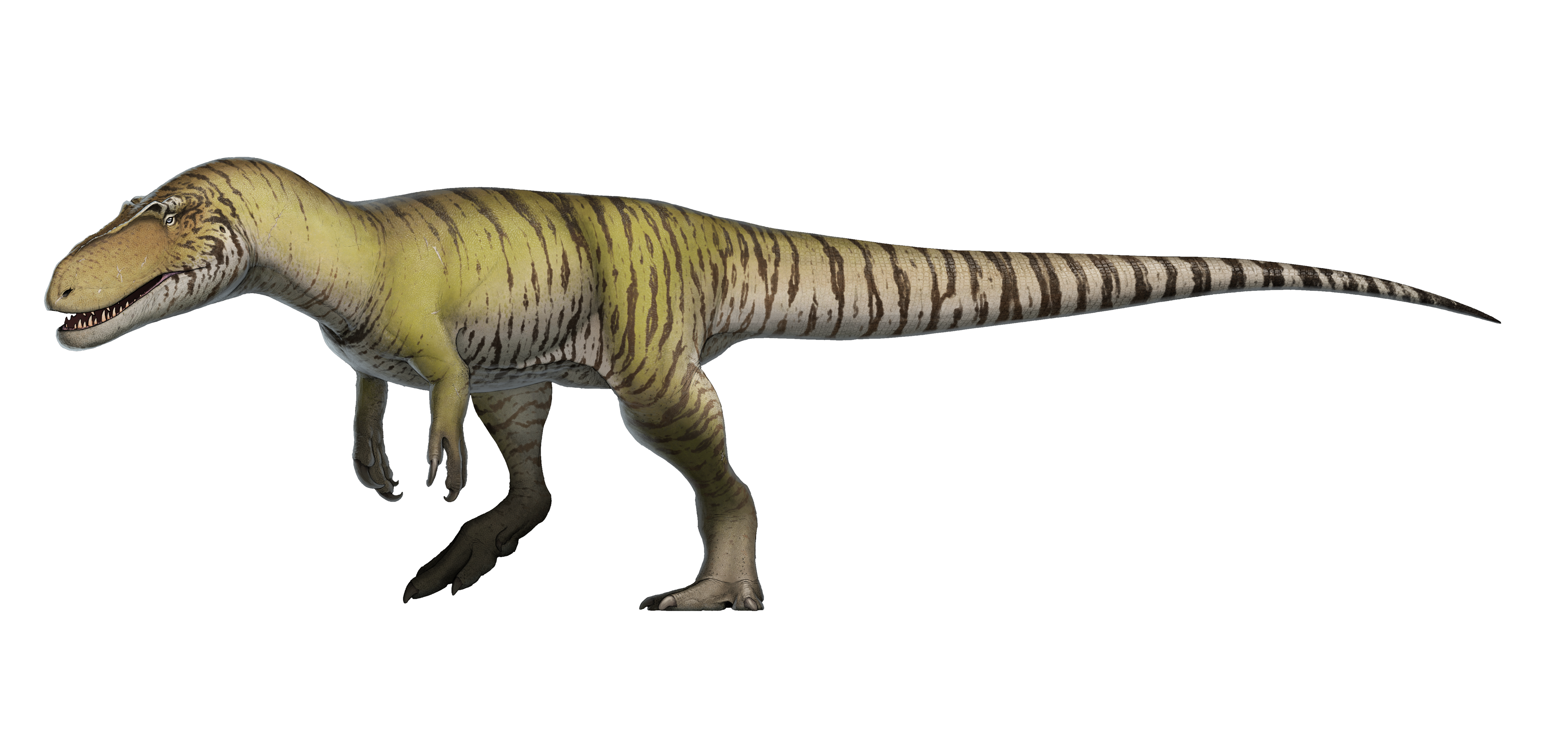
Recreación en vida de T. tanneri.

Torvosaurus fue un enorme depredador, con una longitud corporal máxima estimada en 10 metros y una masa de 4 a 5 toneladas para T. tanneri . El sinónimo Edmarka rex fue nombrado porque se supuso que rivalizaría con Tyrannosaurus rex en longitud. Igualmente se asumió que "Brontoraptor" era un Torvosaurus de tamaño gigantesco. Se han realizado afirmaciones que indican tamaños aún mayores para la especie americana T. tanneri de hasta 12 metros de largo y más de 4 toneladas en base a restos incompletos de Edmarka rex y "Brontoraptor".  Sin embargo, estas afirmaciones sobre T. tanneri probablemente sean erróneas, ya que los restos descubiertos de T. tanneri indica que alcanzaron el tamaño adulto a los 9 metros de largo y aproximadamente 2 toneladas de masa corporal.  Además, tanto Edmarka rex como "Brontoraptor" carecen de un análisis detallado para verificar si realmente pertenecen a T. tanneri.

## Descubrimiento e investigación
En 1971, Vivian Jones, de Delta, Colorado, Estados Unidos, en la Cantera Calico Gulch en el condado de Moffat, descubrió una garra enorme del pulgar de un terópodo. Esta fue enseñada a James Alvin Jensen, un coleccionista que trabajaba para la Universidad Brigham Young. En un esfuerzo por descubrir fósiles comparables, el esposo de Vivian, Daniel Eddie Jones dirigió a Jensen a la Cantera de Dry Mesa, en donde se encontraron abundantes huesos de terópodos gigantes, junto con los de Supersaurus, en las rocas de la Formación de Morrison. A partir de 1972 en adelante el sitio fue excavado por Jensen y Kenneth Stadtman, pero el género y la especie de este dinosaurio no serían nombrados sino hasta 1979 por Peter Malcolm Galton y Jensen. El nombre del género Torvosaurus deriva de la palabra latina torvus, que significa "salvaje", y la palabra griega sauros, σαυρος, que significa "lagarto". El nombre específico T.  tanneri, lleva el nombre del primer consejero de la Primera Presidencia de la Iglesia de Jesucristo de los Santos de los Últimos Días, Nathan Eldon Tanner. En 1985 Jensen pudo reportar una considerable cantidad de material adicional, incluyendo los primeros elementos craneales. Los fósiles de Colorado fueron descritos posteriormente por Brooks Britt en 1991.

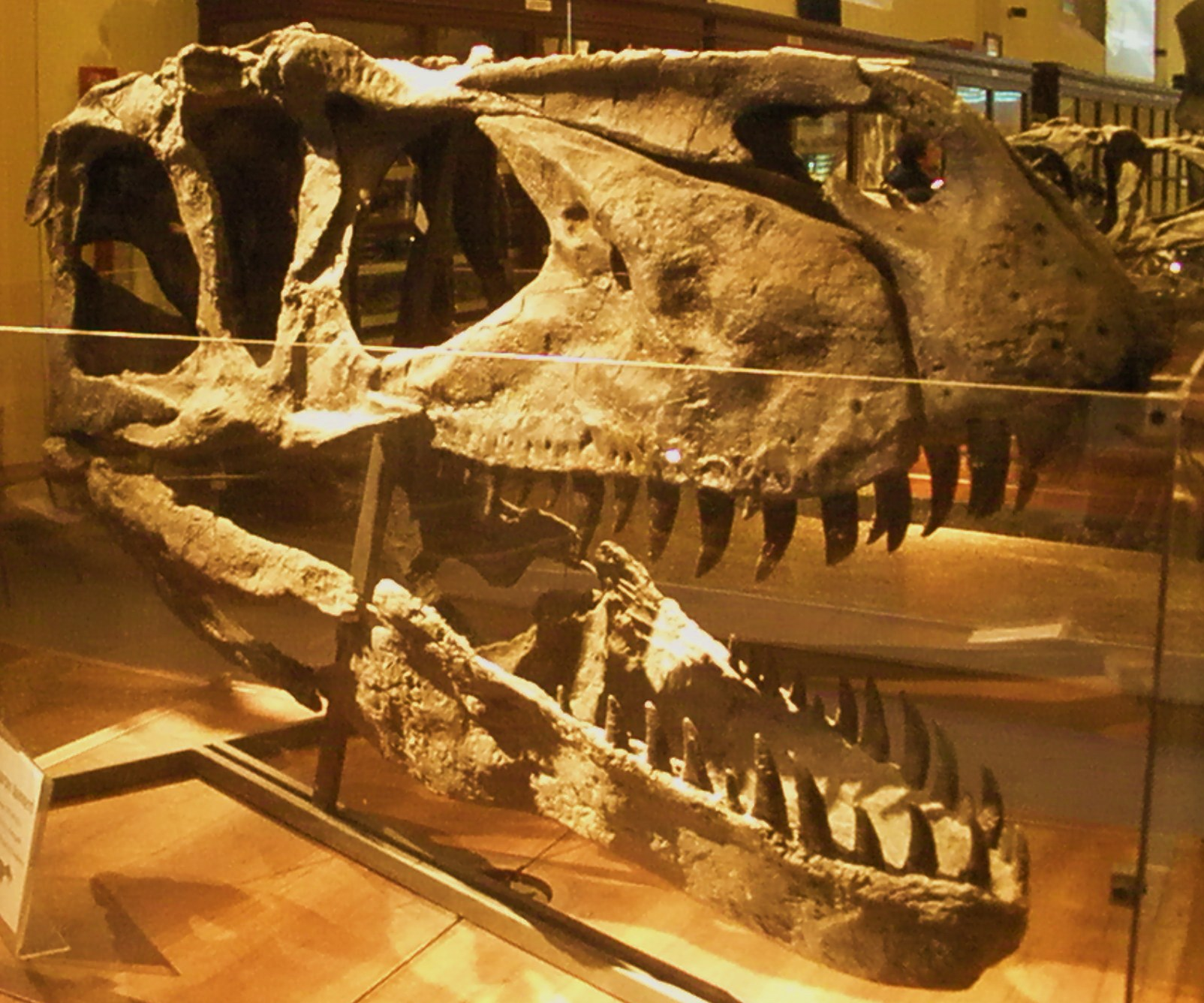
Cráneo reconstruido de T. tanneri, Museo Capellini di Bologna.

El holotipo BYU 2002, consistía originalmente de huesos de la parte superior del brazo , elhúmero y los del antebrazo, el radio y el cúbito. Los paratipos incluyen algunos huesos de la espalda, de la cadera y de las manos. Cuando se añade el material descrito en 1985, los principales elementos faltantes son la cintura escapular y el fémur. La garra del pulgar original, el espécimen BYUVP 2020, fue referido solo de manera provisional ya que fue hallado en un sitio a 195 kilómetros de distancia de la Cantera Dry Mesa. El holotipo y los paratipos representan por lo menos a tres individuos, dos adultos y un juvenil. En 1991 Brooks Britt concluyó que no había pruebas de que los miembros delanteros del holotipo estuvieran asociados y escogió al húmero izquierdo como el lectotipo. Varios huesos y dientes aislados hallados en otros sitios en Estados Unidos han sido referidos a Torvosaurus.
Los primeros restos descubiertos atribuibles a Torvosaurus fueron descubiertos en 1899 por Elmer Riggs en las "Freeze-out Hills" del sureste de Wyoming, 18 kilómetros al noroeste de la ciudad de Medicine Bow. El material consistía en parte del pie izquierdo y la mano derecha y fueron llevados al Museo Field de Historia Natural en Chicago, Illinois, donde se almacenaron hasta que fueron redescubiertos alrededor de 2010. El espécimen fue asignado a T. tanneri luego de ser descrito en 2014.
En 1992, los fósiles de un gran terópodo hallado en Como Bluff en Wyoming fueron nombrados por Robert T. Bakker et al. como la especie Edmarka rex. Bakker y colegas quedaron impresionados con el tamaño de Edmarka, y señalaron que "competiría con T. rex en longitud total" y vieron este tamaño aproximado como "un techo natural para los carnívoros de dinosaurios". Este es frecuentemente considerado como un sinónimo más moderno de Torvosaurus, pero aún no se ha llevado a cabo un análisis detallado. El mismo sitio ha producido restos comparables para el que se ha usado el nomen nudum "Brontoraptor". La mayoría de los investigadores ahora consideran que ambos especímenes pertenecen a Torvosaurus tanneri. Sin embargo, tanto Edmarka rex como "Brontoraptor" requieren una reclasificación para determinar si realmente pertenecen a T. tanneri ya que todos los especímenes descritos antes de su descubrimiento indican que alcanzaron su tamaño adulto, y ambos especímenes incompletos carecen de descripciones osteológicas detalladas.
En 2012, se descubrió un espécimen completo al 55% aún sin describir en Colorado en la cantera Skull Creek, una exposición de la Formación Morrison. El espécimen, apodado "Elvis", incluía los huesos de la pelvis, la columna vertebral y las extremidades posteriores, una columna vertebral asociada completa, elementos maxilares y craneales, y es el espécimen más completo de Torvosaurus encontrado hasta la fecha. Un esqueleto montado del espécimen, con partes faltantes reconstruidas con moldes de otros especímenes de Torvosaurus, se encuentra actualmente en exhibición en el Museo de Historia Natural y Ciencias de Cincinnati.

## Paleoecología
El espécimen tipo de Torvosaurus tanneri BYU 2002 fue recuperado en la cantera Dry Mesa del Miembro Cuenca Brushy de la Formación de Morrison, en el condado de Montrose, Colorado. El espécimen recolectado por James A. Jensen y Kenneth Stadtman en 1972 apareció en una arenisca de granos medianos y ásperos que fue depositada durante las etapas del Titoniense al Kimmeridgiense del período Jurásico, hace aproximadamente de 153 a 148 millones de años. Este espécimen se encuentra alojado en la colección de la Universidad Brigham Young en Provo, Utah, EE.UU..

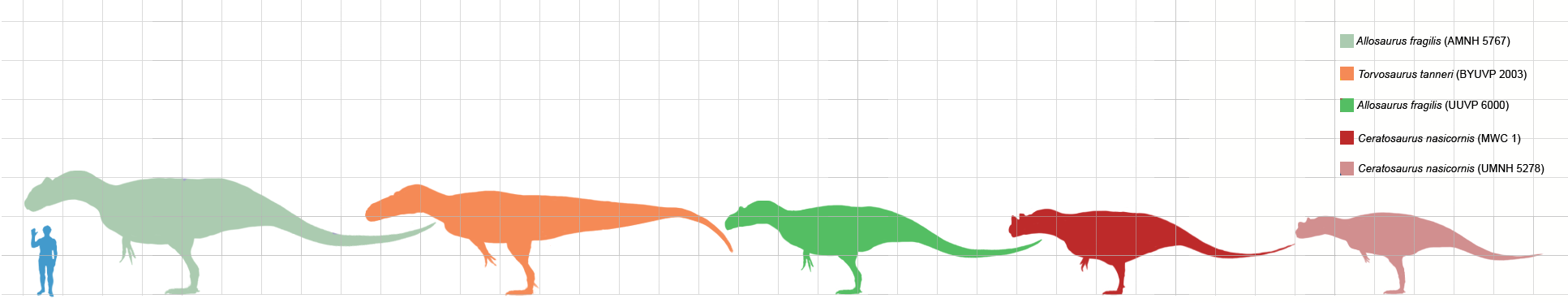
Comparación de Torvosaurus tanneri (en naranja) con un humano y otros terópodos de la formación Morrison.

Los estudios sugieren que el paleoambiente de esta sección de la Formación de Morrison incluían ríos que fluían desde el oeste en una cuenca que contenía un gigantesco lago alcalino salino y que había extensas zonas húmedas en las vecindades. La cantera de dinosaurios de Dry Mesa en el oeste de Colorado alberga a uno de los conjuntos de vertebrados del Jurásico Superior más diversos del mundo. La cantera de Dry Mesa Quarry ha producido los restos de los saurópodos Apatosaurus, Diplodocus, Barosaurus, Supersaurus, Dystylosaurus y Camarasaurus, a los iguanodontianos Camptosaurus y Dryosaurus y a los terópodos Allosaurus, Tanycolagreus, Koparion, Stokesosaurus, Ceratosaurus y Ornitholestes, así como a Othnielosaurus, Gargoyleosaurus y Stegosaurus.
La flora de este período ha sido revelada por fósiles de algas verdes, hongos, musgos, equisetos, helechos, cícadas, ginkgos, y varias familias de coníferas. Los fósiles de animales descubiertos incluyen bivalvos, caracoles, peces óseos, ranas, salamandras, tortugas, esfenodontes, lagartos,  crocodilomorfos acuáticos y terrestres como Hoplosuchus, cotilosaurios, varias especies de pterosaurios, como Harpactognathus, y mamíferos primitivos, tales como multituberculados, simetrodontes y triconodontes.